# Шези, Хельмина Кристина фон
Хельмина Кристина фон Шези (нем. Helmina Christiane von Chézy), урождённая Хельмина Кристина фон Кленке нем. Helmina Christiane von Klencke; 26 января 1783, Берлин — 29 января 1856, Женева) — немецкая журналистка, поэтесса, драматург, переводчица

, художественный критик, либреттист

, литературный критик, общественный деятель и медсестра эпохи Наполеоновских войн. Она широко известна тем, что написала либретто для оперы Карла Марии фон Вебера «Euryanthe» (1823) и пьесы «Розамунде», для которой композитор Франц Шуберт сочинил музыку.

## Биография
Хельмина Кристина фон Кленке родилась 26 января 1783 года в городе Берлине в семье прусского офицера Карла Фридриха фон Кленке и его жены Каролины Луизы фон Кленке (1754–1802), дочери Анны Луизы Карш. Брак её родителей распался ещё до её рождения, и её частично воспитывала бабушка. 

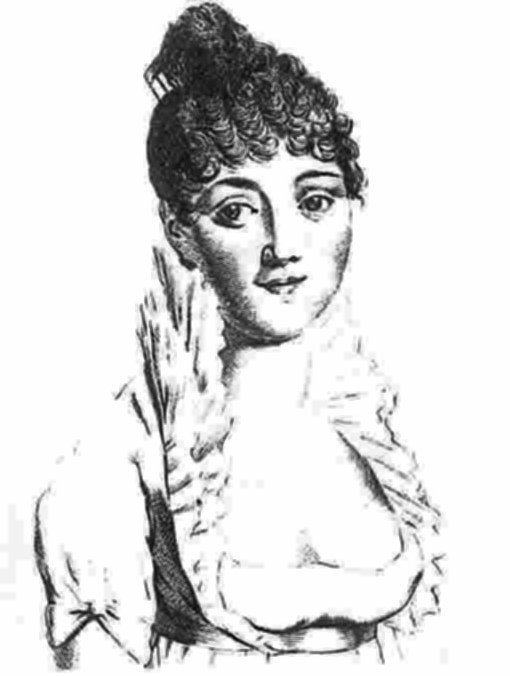
Хельмина фон Шези

Первые попытки проявить себя на литературном поприще девушка начала в четырнадцатилетнем возрасте.
В первый раз Хельмина Кристина фон Кленке вышла замуж в 1799 году, но уже в следующем году развелась, а после смерти матери переехала в Париж, где работала корреспондентом нескольких немецких газет. С 1803 по 1807 год она редактировала свой собственный журнал «Französische Miszellen» («Французский сборник»), комментируя политические вопросы, из-за которых у неё постоянно возникали проблемы с вездесущими цензорами.
В Париже она подружилась с женой немецкого литератора Фридриха Шлегеля Доротеей (тоже писательницей), которая познакомила её с французским востоковедом Антуаном-Леонаром де Шези. В 1805 году они поженились, и Хельмина впоследствии родила двух сыновей: будущего писателя Вильгельма Теодора фон Шези (1806–1865) и Макса фон Шези (1808–1846), который стал художником.
Поскольку её второй брак тоже оказался несчастливым, Хельмина наконец рассталась со своим мужем в 1810 году. В том же году вместе с Адельбертом фон Шамиссо она перевела несколько лекций Фридриха Шлегеля с французского на немецкий. У них был короткий роман, за которым последовал ещё один внебрачный роман Хельмины с австрийским востоковедом Йозефом фон Хаммер-Пургшталлем; он вероятно, стал отцом ещё одного её сына, который умер вскоре после рождения в 1811 году.
Она вернулась в Германию, где поочередно жила в Гейдельберге, Франкфурте, Ашаффенбурге и Аморбахе. В 1812 году она поселилась в Дармштадте. Она была свидетелем немецкой кампании наполеоновских войн и служила в качестве медсестры военного госпиталя в Кельне и Намюре. После того, как она открыто критиковала ужасные условия на местах, её обвинили в клевете, но Берлинский каммергерихтский суд под председательством Э. Т. А. Гоффмана оправдал её.

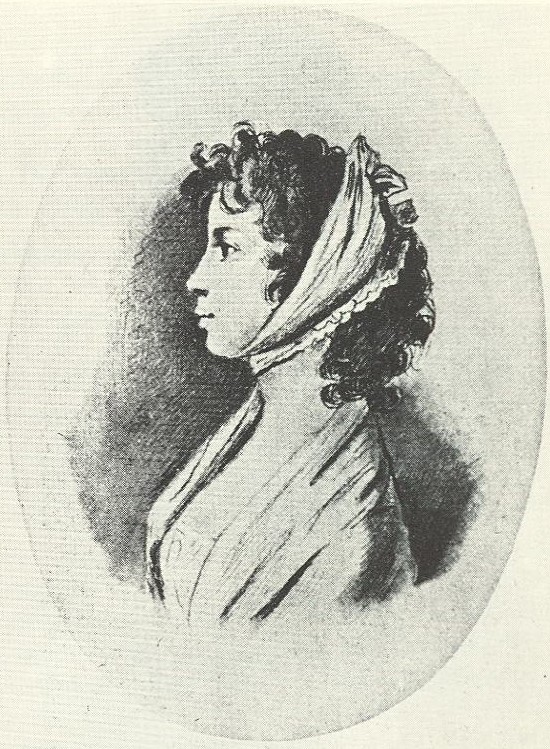
Хельмина фон Шези

С 1817 года она жила в Дрездене, где написала либретто оперы Карла Марии фон Вебера «Euryanthe». Вебер высоко ценил её работы, но не любил неограниченные амбиции фон Шези, отзываясь о ней как о «учтивой поэтессе, но невыносимой женщине». Некоторые из её романтических стихов были положены на музыку, а Франц Шуберт написал музыку для её пьесы «Розамунде», которая, однако, провалилась, когда в 1823 году в Венском театре Ан дер Вин состоялась её премьера.
Живя в Вене с 1823 года, Хельмина Кристина фон Шези снова занялась политикой, обратив внимание на бесчеловечные условия труда на солеварнях в австрийском регионе Зальцкаммергут.
Она на познакомилась и подружилась с немецким композитором Людвигом ван Бетховеном, который в детстве был одним из её кумиров, и присутствовал на его похоронах в 1827 году.
В 1828/29 году её сын Макс уехал жить со своим отцом в Париж, что было тяжелым ударом, который вскоре усилило известие о смерти её мужа в 1832 году и, как следствие, потерю алиментов. Пока Макс собирался вернуться к матери в Мюнхен, она окончательно рассорилась со старшим сыном Вильгельмом Теодором. После смерти Макса в 1846 году она осталась одна в полном отчаянии.
Во время Мартовской революции 1848 года в Германии она встретила в Страсбурге изгнанного поэта Георга Гервега и побудила его бороться за демократию путем ненасилия и отказа от радикальных действий.
Безуспешно пытаясь найти другую работу в качестве журналиста, чтобы заработать на жизнь, она в конце концов уехала в Женеву, где получила скромную пенсию от благотворительного фонда художников. К тому времени она была почти слепой и зависела от заботы своей племянницы Берты Борнграбер, которая также записала её мемуары, отредактированные Карлом Августом Фарнхагеном фон Энсе.
Хельмина Кристина фон Шези умерла 28 февраля 1856 года в городе Женеве.